# Nowy Borek (Basses-Carpates)
Pour les articles homonymes, voir Nowy Borek.
Nowy Borek est une localité polonaise de la gmina de Błażowa, située dans le powiat de Rzeszów en voïvodie des Basses-Carpates.